# High Country (Australie)
Pour les articles homonymes, voir High Country.
Le High Country est la région contenant les Alpes victoriennes, la partie des Alpes australiennes située dans l'État de Victoria. Elles abritent le mont Hotham et le parc national alpin.